# Kepler-452b
Kepler-452b là một ngoại hành tinh quay quanh ngôi sao cấp G Kepler-452. Nó được xác định bởi kính thiên văn không gian Kepler và việc phát hiện ra nó đã được NASA công bố vào ngày 23 tháng 7 năm 2015. Đây là lần đầu tiên phát hiện hành tinh giống Trái Đất quay quanh trong vùng sinh sống của một ngôi sao tương tự như Mặt Trời. Nó được cho là hành tinh thứ hai gần giống Trái Đất được biết cho đến nay, sau Kepler-438b, mặc dù người ta không rõ liệu Kepler-452b có phải là một hành tinh cấu tạo từ đất đá hay là một hành tinh khí.
Kepler-452b lớn hơn so với Kepler-1649c, đường kính Kepler 452b là 19 113km còn đường kính Kepler 1649c là 13 507km. Hành tinh này cách Hệ Mặt trời 1,400 năm ánh sáng; với tốc độ 59.000 km/h của New Horizons, tàu vũ trụ nhanh nhất từng được con người chế tạo, sẽ mất khoảng 25,8 triệu năm để tiếp cận Kepler-452b.

## Đặc điểm

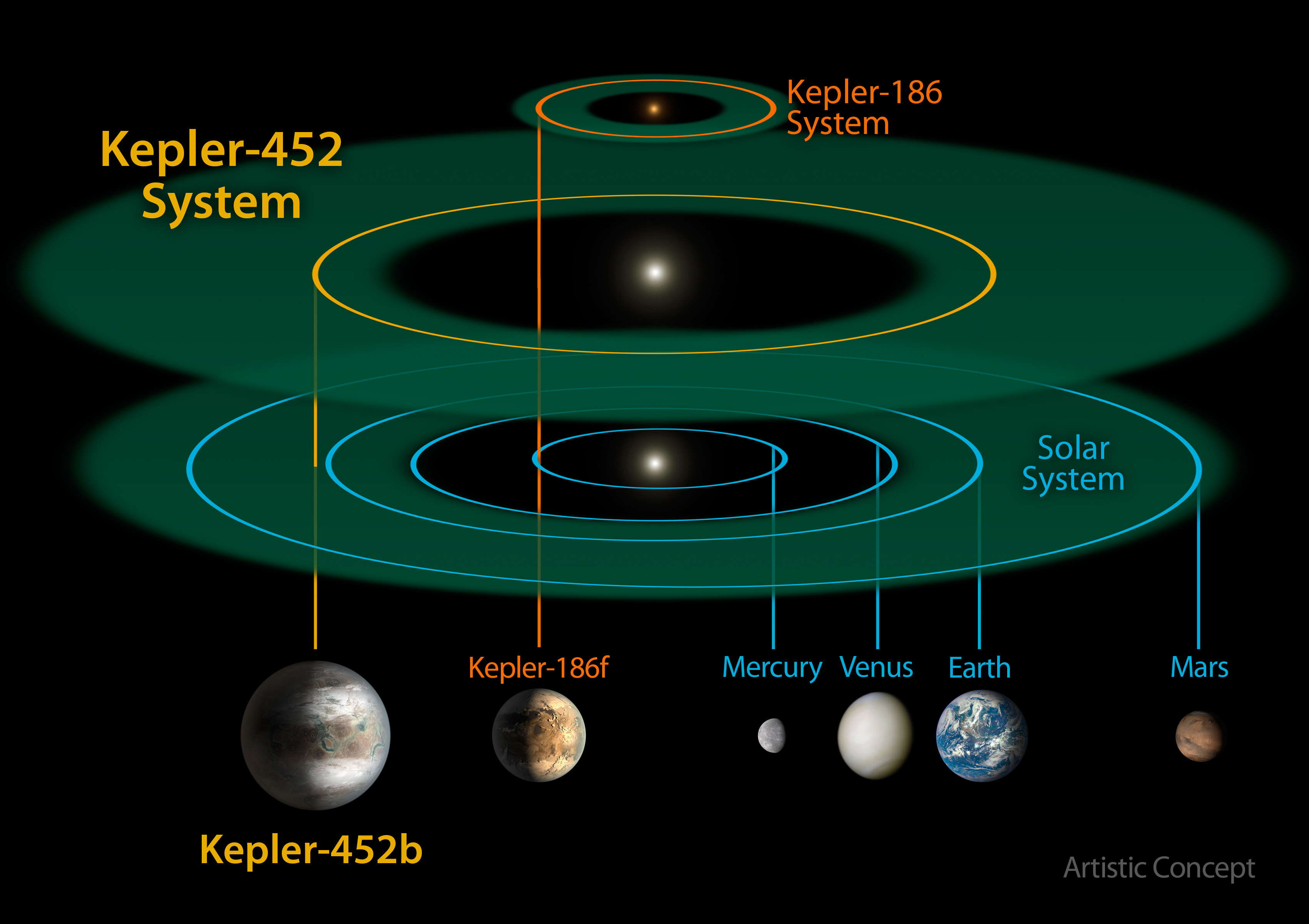
Sơ đồ quỹ đạo của hành tinh Kepler-452b trong hệ Kepler-452, so sánh với hành tinh Kepler-186f trong hệ Kepler-186 và Trái Đất trong hệ Mặt Trời, cùng với mô tả vùng sự sống của chúng.

Chu kì quay quanh Mặt trời của Kepler-452b bằng 385 ngày Trái Đất. Đường kính của Kepler-452b lớn hơn 63% đường kính Trái Đất và già hơn Trái Đất 1,5 tỉ năm, di chuyển trên quỹ đạo nằm trong vùng sự sống của ngôi sao mẹ của nó. Cường độ ánh sáng chiếu đến Kepler-452b bởi sao mẹ bằng 1,1 lần cường độ ánh sáng chiếu đến Trái Đất bởi Mặt Trời. Nếu bỏ qua hiệu ứng nhà kính, nhiệt độ bề mặt trung bình là 265K.
Khối lượng Kepler-452b chưa rõ, tuy nhiên theo kết quả tính toán mô hình thì bằng khoảng 5 lần khối lượng Trái Đất. Với khối lượng đó, trọng lực trên hành tinh này bằng 1,88 lần so với Trái Đất.

## Phương pháp phát hiện
Kepler-452b được phát hiện ra nhờ kính thiên văn Kepler bằng cách theo dõi thay đổi về độ sáng của các ngôi sao: khi hành tinh bay ngang qua, ngôi sao đó sẽ tối đi chút ít. Phương pháp này chỉ có thể đo được kích cỡ của hành tinh mà không thể đo được khối lượng của chúng, do đó, tính chất và tình trạng của Kepler-452b chỉ được suy ra từ hai dữ liệu: kích cỡ hành tinh và lượng bức xạ nó nhận được từ ngôi sao chủ. Việc Kepler-452b là hành tinh cấu tạo từ đất đá (Terrestrial planet) hay là hành tinh khí (nguyên văn tiếng Anh - Gas Giant) vẫn chưa được chứng tỏ rõ ràng. Trong báo cáo của nhóm phát hiện, xác suất Kepler-452b là một hành tinh đá là từ 49-62%.

## Các hành tinh đất đá giống Trái Đất
| Tên           | ESI  | SPH  | HZD   | HZC   | HZA   | pClass          | hClass            | Khoảng cách (năm ánh sáng) | Tình trạng       | Năm khám phá |
| ------------- | ---- | ---- | ----- | ----- | ----- | --------------- | ----------------- | -------------------------- | ---------------- | ------------ |
| Trái Đất      | 1,00 | 0,72 | −0,50 | −0,31 | −0,52 | Địa cầu ấm      | mesoplanet        | 0                          | —                | —            |
| Kepler-438b   | 0,88 | 0,88 | −0,93 | −0,14 | −0,73 | Địa cầu ấm      | mesoplanet        | 470                        | confirmed        | 2015         |
| Gliese 667 Cc | 0,84 | 0,64 | −0,62 | −0,15 | +0,21 | Địa cầu ấm      | mesoplanet        | 23,6                       | confirmed        | 2011         |
| KOI-3010.01   | 0,84 | 0,63 | −0,88 | −0,16 | −0,06 | Siêu Địa cầu ấm | mesoplanet        | 1213                       | Kepler candidate | 2011         |
| Kepler-442b   | 0,83 | 0,98 | −0,72 | −0,15 | +0,28 | Siêu Địa cầu ấm | mesoplanet        | 1292                       | confirmed        | 2015         |
| Kepler-62e    | 0,83 | 0,96 | −0,70 | −0,15 | +0,28 | Siêu Địa cầu ấm | mesoplanet        | 1200                       | confirmed        | 2013         |
| Kepler-452b   | 0.83 | ???  | −0.49 | ???   | ???   | Siêu Địa cầu ấm | mesoplanet        | 1400                       | confirmed        | 2015         |
| Sao Hỏa       | 0,70 | 0,00 | +0,33 | −0,13 | −1,12 | Tiểu Địa cầu ấm | hypopsychroplanet | 0                          | non-exoplanet    | prehistoric  |
| Sao Thủy      | 0,60 | 0,00 | −1,46 | −0,52 | −1,37 | Sao Thủy nóng   | non-habitable     | 0                          | non-exoplanet    | prehistoric  |
| Sao Kim       | 0,44 | 0,00 | −0,93 | −0,28 | −0,70 | Địa cầu ấm      | hyperthermoplanet | 0                          | non-exoplanet    | prehistoric  |

Theo Chỉ số tương tự Trái Đất (Earth Similarity Index, ESI), một chỉ số dùng để đánh giá mức độ giống của các vật thể có khối lượng hành tinh so với Trái Đất, Kepler-452b đứng ở vị trí số 6 trong danh sách các hành tinh giống Trái Đất nhất.